# Новий (Єврейська автономна область)
Новий (рос. Новый) — село у Облученському районі Єврейської автономної області Російської Федерації.
Входить до складу муніципального утворення Біраканське міське поселення. Населення становить 68 осіб (2010).

## Історія
Згідно із законом від 26 листопада 2003 року органом місцевого самоврядування є Біраканське міське поселення.

## Населення
| 2002 | 2010 |
| ---- | ---- |
| 56   | ↗68  |